# Воронізька селищна рада
Воро́нізька се́лищна ра́да — орган місцевого самоврядування в Шосткинському районі Сумської області. Адміністративний центр — селище міського типу Вороніж.

## Загальні відомості
- Населення ради: 7 713 особи (станом на 2001 рік)

## Історія
05.02.1965 Указом Президії Верховної Ради Української РСР передано Воронізьку селищну Раду Кролевецького району до складу Шосткинського району.

## Населені пункти
Селищній раді підпорядковані населені пункти:
- смт Вороніж
- с. Курдюмівка
- с. Масиків

## Склад ради
Рада складається з 30 депутатів та голови.
- Голова ради: Ястребов Валерій Юхимович
- Секретар ради: Симотка Тетяна Анатоліївна

### Керівний склад попередніх скликань
| Прізвище, ім'я, по батькові | Основні відомості                                                                                  | Дата обрання | Дата звільнення |
| --------------------------- | -------------------------------------------------------------------------------------------------- | ------------ | --------------- |
| Ястребов Валерій Юхимович   | Селищний голова, 1962 року народження, освіта вища, член Партії промисловців і підприємців України | 26.03.2006   | 31.10.2010      |
| Ястребов Валерій Юхимович   | Селищний голова, 1962 року народження, освіта вища, безпартійний                                   | 31.10.2010   |                 |

Примітка: таблиця складена за даними сайту Верховної Ради України

### Депутати
За результатами місцевих виборів 2010 року депутатами ради стали:

#### За суб'єктами висування
| Суб'єкт висування                                       | Кількість обраних депутатів | %    |
| ------------------------------------------------------- | --------------------------- | ---- |
| Партія регіонів                                         | 9                           | 30   |
| Самовисування                                           | 8                           | 26,7 |
| Комуністична партія України                             | 7                           | 23,3 |
| Соціалістична партія України                            | 5                           | 16,7 |
| Політична партія Всеукраїнське об'єднання «Батьківщина» | 1                           | 3,3  |

#### За округами
| № округу                                                | Прізвище, ім'я, по батькові    | Дата визнання обраним | Освіта             | Партійна приналежність | Відомості про обраного депутата                                                       |
| ------------------------------------------------------- | ------------------------------ | --------------------- | ------------------ | ---------------------- | ------------------------------------------------------------------------------------- |
| Комуністична партія України                             |                                |                       |                    |                        |                                                                                       |
| 9                                                       | Молчанова Любов Миколаївна     | 05.11.2010            | вища               | позапартійна           | Воронізька загальноосвітня школа I-III ст., вчитель                                   |
| 10                                                      | Даценко Володимир Михайлович   | 05.11.2010            | вища               | позапартійний          | ПТУ-42, викладач                                                                      |
| 11                                                      | Даценко Марія Григорівна       | 05.11.2010            | вища               | позапартійна           | Воронізька загальноосвітня школа I-III ст., заступник директора                       |
| 13                                                      | Харченко Володимир Михайлович  | 05.11.2010            | вища               | позапартійний          | Воронізька загальноосвітня школа № 3, вчитель                                         |
| 14                                                      | Корнієнко Микола Васильович    | 05.11.2010            | середня            | позапартійний          | тимчасово не працює                                                                   |
| 19                                                      | Чайка Петро Петрович           | 05.11.2010            | середня            | позапартійний          | пенсіонер                                                                             |
| 29                                                      | Білоножко Анатолій Григорович  | 05.11.2010            | вища               | позапартійний          | тимчасово не працює                                                                   |
| Партія регіонів                                         |                                |                       |                    |                        |                                                                                       |
| 1                                                       | Однолеток Ірина Олександрівна  | 05.11.2010            | вища               | член Партії регіонів   | Ощадбанк смт Вороніж, контролер-касир                                                 |
| 6                                                       | Однолеток Наталія Василівна    | 05.11.2010            | вища               | член Партії регіонів   | ВКП ТОВ Торгсервіс, торговий представник                                              |
| 7                                                       | Фисенко Борис Борисович        | 05.11.2010            | середня            | член Партії регіонів   | приватний підприємець                                                                 |
| 15                                                      | Чайка Анатолій Михайлович      | 05.11.2010            | середня            | член Партії регіонів   | Воронізький мехлісоучасток, працівник                                                 |
| 16                                                      | Назаренко Анатолій Павлович    | 05.11.2010            | вища               | член Партії регіонів   | Воронізький будинок-інтернат, директор                                                |
| 17                                                      | Антипенко Олександр Павлович   | 05.11.2010            | вища               | член Партії регіонів   | Шосткинський центр профтехосвіти, завідувач відділення                                |
| 18                                                      | Побивайло Віктор Володимирович | 05.11.2010            | середня            | член Партії регіонів   | пенсіонер                                                                             |
| 21                                                      | Дяденко Вадим Станіславович    | 05.11.2010            | вища               | член Партії регіонів   | пенсіонер                                                                             |
| 28                                                      | Савченко Олександр Сергійович  | 05.11.2010            | вища               | член Партії регіонів   | Хутір-Михайлівська митниця, ветеринарний лікар                                        |
| Політична партія Всеукраїнське об'єднання «Батьківщина» |                                |                       |                    |                        |                                                                                       |
| 20                                                      | Мурченко Олександр Віталійович | 05.11.2010            | середня спеціальна | позапартійний          | приватний підприємець                                                                 |
| Соціалістична партія України                            |                                |                       |                    |                        |                                                                                       |
| 2                                                       | Ярошко Сергій Вікторович       | 05.11.2010            | середня спеціальна | позапартійний          | залізнична станція м. Конотоп, старший електромеханік радіозв’ язку                   |
| 3                                                       | Симотка Тетяна Анатоліївна     | 05.11.2010            | вища               | позапартійна           | Воронізька селищна рада, секретар                                                     |
| 4                                                       | Губська Тетяна Володимирівна   | 05.11.2010            | середня спеціальна | позапартійна           | Воронізька загальноосвітня школа I-III ст., медпрацівник                              |
| 5                                                       | Кукулевський Сергій Вікторович | 05.11.2010            | середня            | позапартійний          | тимчасово не працює                                                                   |
| 22                                                      | Панченко Михайло Іванович      | 05.11.2010            | середня спеціальна | позапартійний          | Воронізька селищна рада, спеціаліст з будівництва ЖКГ                                 |
| Самовисування                                           |                                |                       |                    |                        |                                                                                       |
| 8                                                       | Свистун Ірина Вікторівна       | 05.11.2010            | вища               | позапартійна           | Воронізька селищна рада, спеціаліст II — ї категорії виконавчих органів               |
| 12                                                      | Рак Василь Федорович           | 05.11.2010            | незакінчена вища   | позапартійний          | ТОВ Контакт-плюс, слюсар                                                              |
| 23                                                      | Кліменко Валентина Михайлівна  | 05.11.2010            | вища               | позапартійна           | дошкільний навчальний заклад «Чебурашка», завідувачка                                 |
| 24                                                      | Однолєток Ганна Миколаївна     | 05.11.2010            | вища               | позапартійна           | Шосткинська районна державна адміністрація, головний бухгалтер фінансового управління |
| 25                                                      | Савельєва Любов Миколаївна     | 05.11.2010            | вища               | позапартійна           | Воронізька селищна рада, діловод-друкар                                               |
| 26                                                      | Стрельцова Ольга Сергіївна     | 05.11.2010            | середня спеціальна | позапартійна           | Районний будинок культури, керівник дитячого зразкового фольклорного ансамблю         |
| 27                                                      | Самбур Сергій Вікторович       | 05.11.2010            | вища               | позапартійний          | Воронізька селищна рада, спеціаліст у справах сім'ї, молоді та спорту                 |
| 30                                                      | Маліношевський Микола Іванович | 05.11.2010            | середня спеціальна | позапартійний          | п/с Шостка, електромонтер                                                             |